# Marta - Il delitto della Sapienza
Marta - Il delitto della Sapienza è un documentario del 2021 incentrato sull'omicidio di Marta Russo, studentessa ventiduenne di giurisprudenza uccisa il 9 maggio 1997 presso l'Università degli Studi di Roma "La Sapienza".

## Sinossi
Il documentario utilizza prezioso materiale di repertorio, in parte mai reso pubblico, sia per l'aspetto investigativo che per quello personale e famigliare. L'accesso agli archivi della Corte d'Assise di Roma e della Polizia di Stato ha permesso di attingere materiali, anche inediti, relativi agli atti del processo come intercettazioni ambientali e telefoniche, filmati di interrogatori con testimoni chiave dell'inchiesta, fascicoli fotografici della Polizia Scientifica, e l'inedita telefonata al 113 avvenuta al momento dello sparo. Consistente anche il repertorio messo a disposizione da Rai Teche: telegiornali, interviste ai testimoni chiave, e soprattutto ore e ore di filmati grezzi relativi al processo a Giovanni Scattone e Salvatore Ferraro, a cui si è attinto per rafforzare “il racconto verità”. Per quanto riguarda l'aspetto personale di Marta invece, il documentario ha potuto contare sui suoi preziosi diari, messi a disposizione dai parenti: 9 quaderni, circa 700 pagine scritte in circa 11 anni. Oltre a questi, foto, filmati di famiglia e gli oggetti di cui era piena la sua cameretta e che parlano di lei come le coppe vinte per la scherma, a cui si aggiungono le ricostruzioni e le testimonianze di chi l'ha amata.

## Interventi
La famiglia Russo
- Tiziana Russo, sorella di Marta.
- Aureliana Iacoboni e Donato Russo, i genitori.

Altri interventi
- Ferdinando Pastore, testimone oculare.
- Francesca Vellucci, amica di Marta.
- Paolo Brogi, giornalista.
- Carlo Bonini, giornalista.
- Carlo Lasperanza, pubblico ministero durante l'indagine.
- Nicolò D'Angelo, dirigente Squadra Mobile di Roma all'epoca dei fatti.
- Francesco Petrelli, avvocato di Giovanni Scattone.
- Fabio Lattanzi, avvocato di Salvatore Ferrario.
- Cristina Michetelli, avvocato della famiglia Russo.